# Adesmia arachnipes
Adesmia arachnipes är en ärtväxtart som beskrevs av Dominique Clos. Adesmia arachnipes ingår i släktet Adesmia och familjen ärtväxter. Inga underarter finns listade i Catalogue of Life.